# Labidochromis caeruleus
Cá hoàng tử phi hay cá hoàng tử Phi châu hay cá Ali vàng (Danh pháp khoa học: Labidochromis caeruleus) là một loài cá cảnh thuộc họ Cichlidae. Chúng xuất xứ từ hồ Malawi, giữa các hòn đảo Charo và Mbowe. Được người chơi cá cảnh biết đến lần đầu tiên tại Burundi trong những năm 1980, và được xuất khẩu ra các nước. Đôi khi chúng bị nhầm lẫn có xuất xứ từ hồ Tanganyika.

## Đặc điểm
Toàn thân chúng có sắc vàng, đó là lý do chúng có cái tên xuất phát từ màu sắc vàng rực rỡ của loài cá này. Với những vạch xanh, đen chạy dọc theo vây lưng và có màu vàng sắc nét phối hợp với đường viền của vây tạo nên tông màu nóng cho bể cá. Màu vàng sậm sẽ càng rõ hơn khi chúng trưởng thành. Cá tương đối hòa bình và nhút nhát hơn so với những con cá cùng họ khác, tuy vẫn có ý thức lãnh thổ nhưng chúng chỉ thật sự tranh chấp với những cá thể có màu sắc và hình dạng tương tự.
Cá cái đẻ trứng lên giá thể cứng trong bể, cá đực thụ tinh ngoài, tiếp đó cá cái gắp trứng lên miệng để ấp. Thời gian cá cái ấp trứng và giữ con trong khoang miệng khoảng 3 tuần. Cá ăn động vật. Thức ăn bao gồm cá con, côn trùng, giáp xác, trùng chỉ, thức ăn viên, chúng cần cả hai loại thực phẩm, thịt và rau xanh, như tôm ngâm nước muối, trùn chỉ, thức ăn dạng viên có chứa nhiều rong, tảo.